# Síndrome de supresión 1p36
El síndrome de deleción o supresión 1p36 (también conocido como síndrome de la monosomía 1p36) es una enfermedad genética congénita caracterizada por discapacidad intelectual de ligera a grave, retraso en el crecimiento, hipotonía, convulsiones, capacidad de discurso limitada, malformaciones, audición y visión alteradas, fontanela insusualmente grande al nacer que se cierra lentamente, dificultades alimenticias, cardiomiopatías con defectos leves del corazón y rasgos faciales distintivos. Los síntomas pueden variar, dependiendo de la ubicación exacta de la deleción cromosómica.

## Características clínicas

### Rasgos físicos
Los rasgos faciales del síndrome de supresión 1p36 se consideran característicos:
- Microcefalia.
- Cejas rectas y ojos pequeños, hundidos, posiblemente inclinados.
- Nariz y puente nasal chatos (anchos y deprimidos).
- Orejas pequeñas, bajas, rotadas hacia la parte posterior de la cabeza y malformadas.
- Boca pequeña con esquinas dadas vuelta hacia abajo.
- Barbilla puntiaguda.
- Fontanela anterior amplia o cerrada tardíamente.
- Asimetría facial.

También es común la braquidactilia y los pies anormalmente cortos.

### Alteraciones intelectuales y neurológicas
Todos los afectados por el síndrome de supresión 1p36 tienen algún grado de discapacidad intelectual, con el 90% siendo de severo a profundo. También sufren un retraso en su desarrollo motor y lingüístico, con sólo el 25% de los afectados aprendiendo a andar antes de los 7 años y el 75% careciendo de capacidad de emplear un lenguaje expresivo, con el resto sólo pudiendo articular un número limitado de palabras.
Desórdenes del comportamiento también se hallan presentes en un 50%. Entre estos se incluyen la dificultad para socializar, berrinches, tendencias autolesivas y estereotipia. En general, muchos de los afectados sufren de trastornos del espectro autista.
Defectos en el sistema nervioso central también son un rasgo extendido. Incluye muchas diversas anomalías, principalmente dilatación de los ventrículos laterales, atrofia cortical y agenesia del cuerpo calloso. La mitad, además, sufre de epilepsia y otros trastornos convulsivos. Casi todos los afectados por el síndrome de deleción 1p36 padecen además hipotonía, de la que derivan a menudo dificultades en el acto de la alimentación. También son comunes las pérdidas de audición neurológicas.

### Otras características
Más de la mitad presenta defectos cardíacos congénitos, con un cuarto desarrollando cardiomiopatías durante la infancia, de entre los cuales el 23% mejora con el tiempo. También se encuentran anomalías y malformaciones oftalmológicas, esqueléticas y genitourinarias.

## Genética
El síndrome de deleción 1p36 ocurre debido a la deleción de la banda más distal en el brazo corto del cromosoma 1. Se han documentado cuatro formas en que esta deleción puede ocurrir:
- Deleción terminal: Ocurre cuando toda la parte terminal del brazo se pierde. Ocurre en un 52% de los casos. Es una deleción de novo, lo que significa que no es heredada desde los padres, sino que ocurre espontáneamente en algún punto desde la segregación del cromosoma paterno o materno hasta la fecundación (si fuera posterior, hablaríamos de mosaicismo, del cual solo se ha tenido constancia en una sola familia para esta enfermedad).
- Deleción intersticial: Se da una deleción subtelomérica, sólo perdiéndose una parte interna de la región terminal y no toda ella. Es responsable del 29% de los casos. No existe un tamaño ni punto de deleción común entre los individuos con monosomía 1p36.
- Reordenamiento complejo: No sólo se da una deleción, sino toda una serie de modificaciones cromosomales cuyo resultado fenotípico es igual a una. Pueden darse una o más deleciones, inversiones o multiplicaciónes de la región o inserciones de otras. Se halla en el 12% de los casos.
- Cromosoma derivativo: Es el caso más minoritario, correspondiendo sólo al 7%. En él, la región telomérica 1p es reemplazada por la de otro cromosoma en un proceso de translocación desequilibrada.

No se ha encontrado correlación entre el tamaño de una deleción dada y la severidad o cantidad de los rasgos provenientes de la enfermedad, dado que los individuos con deleciones pequeñas (menores a 3 Mb) también los presentan sin distinción.
Existen dos hipótesis mayoritarias respecto al origen del síndrome: la primera postula que funciona como un síndrome de deleción de gen continuo, según el cual el fenotipo observado es la combinación de aquellos que se darían de mutar individualmente cada gen implicado en el síndrome; mientras que la segunda teoriza que se debe a un efecto de posición, por el cual se alteran los niveles de expresión de los genes de la región al producirse una translocación. La prevalencia del síndrome de deleción 1p36 se estima de 1 entre 5000 a 1 entre 10 000 nacimientos, con un ratio hombre:mujer de 1:2. Además, las deleciones de novo ocurren en el cromosoma materno en un 60% de los casos.
Cabe la posibilidad de que un padre o madre sanos tengan un riesgo congénito de originar un vástago afectado por el síndrome de deleción 1p36 sin que ellos mismos estén afectados o puedan estarlo. Esto ocurre cuando uno de ellos (o ambos) porta una translocación equilibrada de la región de la deleción. Durante el proceso de gametogénesis, puede ocurrir un error que dé lugar a la deleción en el cromosoma, como un error en la segregación, el cual corresponde a un tercio de los cromosomas derivativos causantes de esta enfermedad. No se tiene constancia de ningún individuo con este síndrome que haya tenido descendencia.

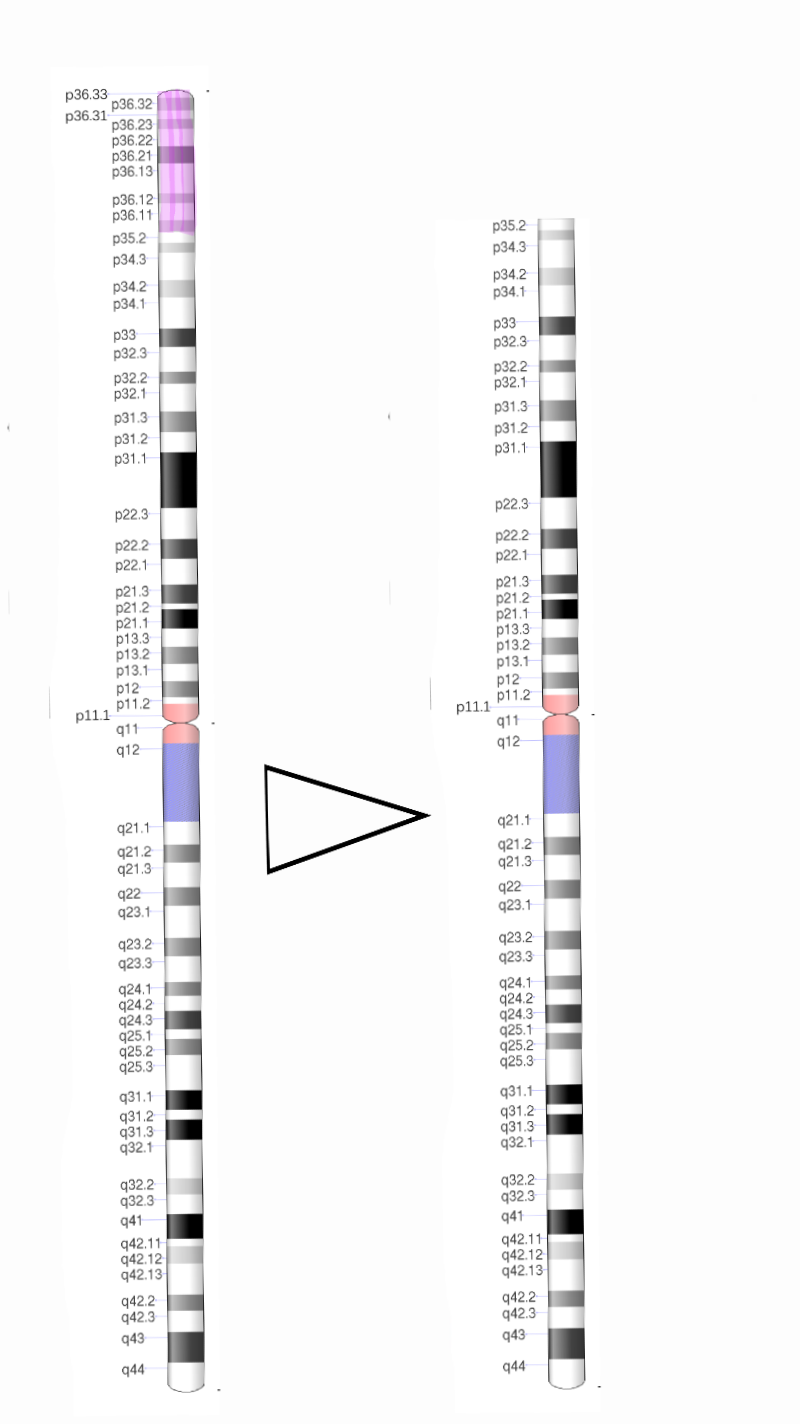
Visualización artística de deleción de toda la región p36 del cromosoma 1

## Diagnóstico
Pese a lo característico de los rasgos físicos, estos no son suficiente para diagnosticar el síndrome de deleción 1p36, si bien pueden sugerirlo. Para confirmar la enfermedad, es necesario recurrir a herramientas de diagnóstico molecular, concretamente de diagnóstico genético. Existen tres procedimientos principales.

#### Análisis citogenético
Permite distinguir grandes deleciones (>5 Mb) y translocaciones, tanto equilibradas como desequilibradas. Esto lo hace útil para detectar la enfermedad, aunque sólo en ciertos casos, y sobre todo para detectar a un individuo portando una translocación equilibrada que pudiera dar lugar a síndrome de deleción 1p36 en su descendencia. Implica el uso de técnicas de bandeo.
En esencia, implica la separación de los cromosomas condensados durante metafase y su visualización tras una tinción de Giemsa. Así, podemos ver directamente el cromosoma 1, permitiéndonos apreciar anomalías en su estructura, como grandes deleciones o translocaciones.

#### FISH
Para la detección de este síndrome se emplean dos sondas subteloméricas. Puede detectar prácticamente todas las variantes causantes de la enfermedad, incluidas deleciones pequeñas de hasta 100 Kb, salvo aquellas deleciones intersticiales que ocurran próximas a las sondas. Además, no puede distinguir entre deleciones terminales y otros reordenamientos, sólo detectar la presencia o ausencia de cualquiera de estas anomalías. Tampoco puede determinar el tamaño de una deleción.
Esencialmente, su funcionamiento consiste en la hibridación de las dos sondas, cada una con su región complementaria correspondiente, en la zona examinada. Cada sonda tiene una fluorescencia distinta, y pueden ser observadas diferencialmente a través de microscopía de fluorescencia: en función de si observamos color o no en la región, y qué color, sabremos qué sondas han hibridado. La presencia o ausencia de las secuencias complementarias nos permitirá saber si ha habido cualquier deleción causante de la enfermedad de tamaño o naturaleza tal que impida la hibridación de las sondas, aunque no distinguirlas entre ellas.

#### Análisis de deleción o duplicación cromosómica en chip de ADN
Permite detectar el cambio en el número de copias de la región 1p36. Así, no sólo permite detectar todas las posibles causas de la enfermedad, incluyendo deleciones pequeñas, sino que también puede distinguirlas entre sí y determinar el tamaño de la deleción. Por tanto, es la herramienta más completa para el diagnóstico del síndrome. Su única limitación técnica es que no puede detectar portadores de una translocación equilibrada que degenerase en el síndrome en la descendencia.
En el chip de ADN se tienen muchos distintos pocillos en los que hay distintas sondas fijadas a su superficie. Las sondas son diseñadas para ser complementaria a cualquier secuencia, como a una o varias secuencias de la región 1p. A cada pocillo añadimos una mezcla de dos muestras de ADN: un ADN control normal y el ADN de la muestra a analizar; una de ellas marcada con fluorescencia roja y la otra con fluorescencia verde. Tras incubar la mezcla en el pocillo durante un tiempo, se lava para eliminar aquellas copias que no hayan hibridado; y tras ello, se analiza la fluorescencia de todos los pocillos. De no portar la enfermedad, habrá tantas copias capaces de hibridar en el ADN control como en el de la muestra, dando un color amarillo; pero de haber alguna especie de anomalía que impida la hibridación del cromosoma afectado, veríamos una sobrecompetencia del ADN control sobre el de la muestra, predominando el color del primero e indicando la presencia del síndrome.

## Tratamiento
Siendo una enfermedad genética, el síndrome de deleción 1p36 no tiene cura. No obstante, su manifestación puede ser paliada mediante rehabilitación. Esta debería prestar especial atención al desarrollo de la comunicación y el habla —idealmente introduciendo el uso de lengua de signos—, las capacidades motoras y cognitivas y las habilidades sociales. La epilepsia y convulsiones pueden tratarse con fármacos antiepilépticos, al igual que las cardiomiopatías pueden tratarse con fármacos estándar correspondientes. Las dificultades en la alimentación pueden tratarse con técnicas o dispositivos especiales para ello, como sondas. El resto de anomalías también pueden tratarse con su cuidado médico estándar correspondiente.